# Oxygonitis sericeoides
Oxygonitis sericeoides là một loài bướm đêm trong họ Noctuidae.